# Pablo Sprungala
Pablo Sprungala (* 14. Juli 1981 in München) ist ein deutscher Schauspieler.

## Leben
Pablo Sprungala, der Sohn des Theaterschauspielers Karl Walter Sprungala, wurde erstmals im Theaterjugendclub des Theater Aachens unter der Regie von Niels Kurvin als Schauspieler tätig. Es folgte ab 2004 eine Schauspielausbildung an der Bayerischen Theaterakademie, die er im Jahr 2008 mit dem Schauspieldiplom abschloss.
Erste Bühnenerfahrungen sammelte er am Metropol-Theater in München, der Alten Münze München und auch am Bayerischen Staatsschauspiel. Während seines Schauspielstudiums übernahm er am Bayerischen Staatsschauspiel bereits die kleine Rolle des Schreibers in Bertolt Brechts Theaterstück Mutter Courage in der Inszenierung von Thomas Langhoff. Auf der Freilichtbühne im Innenhof der Alten Münze spielte er 2006 den Beppo in Krach in Chioggia von Carlo Goldoni. 2007 folgte der Masetto in Die Amouren des Don Juan nach Motiven von Molière und Lorenzo da Ponte. Am Münchner Metropol-Theater spielte er 2008 die Rolle des Philip in dem Theaterstück Das Maß der Dinge von Neil LaBute. Nach einer längeren Theaterpause spielte er ab 2012 u. a. am Theater Aachen, am Theater im Rathaus Essen, am Alten Schauspielhaus Stuttgart und am Grenzlandtheater Aachen.
Sprungala wirkte auch in einigen Hochschul- und Kurzfilmen mit. Von 2009 bis 2012 spielte er eine Serienhauptrolle in der ZDF-Fernsehserie SOKO Leipzig, den Kriminalkommissaranwärter Vincent Becker, der seine Polizeikarriere mit einem Praktikum begann. In der Folgezeit übernahm er zahlreiche Rollen in Fernsehserien, häufig in Krimiserien und Krimireihen. Von 2015 bis 2021 war er in der ZDF-Fernsehreihe Lena Lorenz in einer festen Rolle als Dorfgastwirt Franz Roth, der eine Liebesbeziehung mit dem Jungbauern Basti hat, zu sehen. Seit Oktober 2024 (Folge 4295) spielt er in der ARD-Telenovela Sturm der Liebe die Rolle des Miro Falk.
Pablo Sprungala spricht neben seiner Muttersprache Deutsch Englisch, Französisch und Niederländisch. Er beherrscht Aikido und andere Kampfsportarten.
Sprungala lebt in München.

## Filmografie
- 2009–2012: Um Himmels Willen (Fernsehserie, 2 Folgen)
- 2009–2012: SOKO Leipzig (Fernsehserie, 52 Folgen)
- 2010: Klimawechsel (Fernsehserie, 1 Folge)
- 2012: Heiter bis tödlich: Fuchs und Gans (Fernsehserie, 1 Folge)
- 2012: Bloch – Heißkalte Seele (Fernsehreihe)
- 2013–2014: Der Staatsanwalt (Fernsehserie, 2 Folgen)
- 2012: München 7 (Fernsehserie, Folge: Frauenlos)
- 2013: Alarm für Cobra 11 – Die Autobahnpolizei (Fernsehserie, Folge: Das Aupairgirl)
- 2013: Der Tote im Watt
- 2015: Dr. Klein (Fernsehserie, Folge: Schein und Sein)
- 2015: Homeland (Fernsehserie, Folge: Drecksarbeit)
- 2015: Kommissarin Heller: Schattenriss (Fernsehreihe)
- 2015–2018: Notruf Hafenkante (Fernsehserie, 2 Folgen, verschiedene Rollen)
- 2015–2021: Lena Lorenz (Fernsehreihe, 25 Folgen)
- 2016–2022: Die Rosenheim-Cops (Fernsehserie, 3 Folgen, verschiedene Rollen)
- 2016: SOKO Köln (Fernsehserie, Folge: Verhängnisvolles Date)
- 2017: In aller Freundschaft – Die jungen Ärzte (Fernsehserie, Folge: Gemeinsam durchs Leben)
- 2018: SOKO München (Fernsehserie, Folge: Rabaukenhaus)
- 2019: Ella Schön – Sturmgeschwister (Fernsehreihe)
- 2019–2022: Watzmann ermittelt (Fernsehserie, 2 Folgen, verschiedene Rollen)
- 2019: Der Alte (Fernsehserie, Folge: Amalia)
- 2020: Der Bergdoktor (Fernsehserie, Folge: Déjà-vu)
- 2021: Breisgau – Bullenstall (Fernsehreihe)
- 2022: Frühling – Auf den Hund gekommen (Fernsehreihe)
- 2022: Frühling – Das erste Mal (Fernsehreihe)
- 2022: Freibad
- 2022: Friesland: Prima Klima (Fernsehreihe)
- 2023: SOKO Wismar (Fernsehserie, Folge: Nur ein Spiel)
- 2023: Der Pass (Fernsehserie, 1 Folge)
- 2023: I don’t work here (Miniserie)
- 2023: SOKO Stuttgart (Fernsehserie, Folge: Ja, ich will)
- seit 2024: Sturm der Liebe (Fernsehserie)
- 2025: Die Chefin (Fernsehserie, Folge: Im Fadenkreuz)

## Theatrografie (Auswahl)
- 2006: I Furiosi, Rolle: Nibbio – Metropoltheater München
- 2006: Mutter Courage, Rolle: Schreiber – Bayerisches Staatsschauspiel
- 2007: Die Amouren des Don Juan, Rolle: Masetto – Bayerische Theaterakademie August Everding
- 2007: 7 Türen, Rolle: Selbstmörder – Prinzregenten Theater
- 2008: Das Maß der Dinge, Rolle: Philip – Metropoltheater München
- 2012: Ginsberg-Kerouac Briefwechsel, Rolle: Jack – Theater Aachen
- 2013: Tiere Essen, Rolle: Jonathan – Theater Aachen
- 2013–2014: RAINMAN, Rolle: Charlie Babbitt – Theater im Rathaus Essen
- 2015: Die Palästinenserin, Rollen: David/Udi – Altes Schauspielhaus Stuttgart
- 2016: Eines langen Tages Reise in die Nacht, Rolle: James Tyrone jr.–  Grenzlandtheater Aachen
- 2016: Von Mäusen und Menschen, Rolle: George Milton – Grenzlandtheater Aachen